# Syrmaticus
A Syrmaticus a madarak osztályába, a tyúkalakúak (Galliformes) rendjébe és a fácánfélék (Phasianidae) családjába tartozó nem.

## Rendszerezésük
A nemet Johann Georg Wagler német zoológus és ornitológus írta le 1832-ben. 5 faj tartozik ide:
- királyfácán (Syrmaticus reevesii)
- rézfácán (Syrmaticus soemmerringii)
- mikádófácán (Syrmaticus mikado)
- Elliot-fácán vagy fehérnyakú fácán (Syrmaticus ellioti)
- burmai fácán vagy Hume-fácán (Syrmaticus humiae)

## Előfordulásuk
Ázsia területén honosak.

## Megjelenésük
Nagy testű, hosszú farkú fajok tartoznak ide. Jellemzőjük a rövid sarkantyú és a csupasz, többnyire vörös színű pofafoltok. Az összes faj tojója és a fiatal madarak nagyon hasonlítanak egymásra.